# Panthéon de Didube
Le Panthéon de Didube (Georgien : დიდუბის მწერალთა და საზოგადო მოღვაწეთა პანთეონი) est un cimetière de Tbilissi, en Géorgie, où certains artistes, écrivains,  politiques, scientifiques et universitaires sont inhumés. 
Ce panthéon a été fondé en 1939 et est situé au Nord de la capitale géorgienne.

## Personnalités enterrées dans ce cimetière
- Grigol Abachidze
- Tamar Abakelia
- Tengiz Abuładze[1]
- Elguja Amashukeli
- Jakow Anfimow
- Dimitri Arakichvili
- Irakli Cicishwili
- Anastasia Eristavi-Khoshtaria
- Ramaz Chkhikvadze
- Wiera Dawydowa
- Siko Dolidze
- Ekaterine Gabachvili
- Otia Ioseliani
- Paolo Iachvili
- Djaba Iosseliani
- Zourab Jvania
- Bidzina Kvernadze
- Konstantin Leselidze
- Otar Taktakichvili
- Nikolaï Chenguelaia
- Sofiko Tchiaoureli
- Revaz Tchkheidze
- Sulkhan Tsintsadze
- Akaki Wasadze